# 近江国分寺
近江国分寺（おうみこくぶんじ）は、近江国にあった寺院（廃寺）。
奈良時代に聖武天皇の詔により日本各地に建立された国分寺のうち、近江国国分僧寺にあたる。奈良時代の所在地は明らかでないが、平安時代初期に国昌寺（寺跡は滋賀県大津市光が丘町付近）が寺格を継承した。
本項では近江国分尼寺の推定地についても解説する。

## 歴史
| 年                   | 出来事                              |
| -------------------- | ----------------------------------- |
| 天平13年（741年）    | 国分寺建立の詔                      |
| 天平14年（742年）    | <紫香楽宮の造営開始>                |
| 天平15年（743年）    | 甲賀寺の寺地を開く                  |
| 天平17年（745年）    | <紫香楽宮廃都>                      |
| 天平19年（747年）    | 甲賀寺の名称下限                    |
| 天平勝宝3年（751年） | 文書に「甲賀宮国分寺」の記載        |
| 宝亀11年（780年）    | 最澄が得度                          |
| 延暦4年（785年）     | 火災で焼失 （弘仁11年まで再建なし） |
| 弘仁11年（820年）    | 国昌寺が国分寺の寺格を継承          |
| 寛仁元年（1017年）   | 火災で焼失                          |

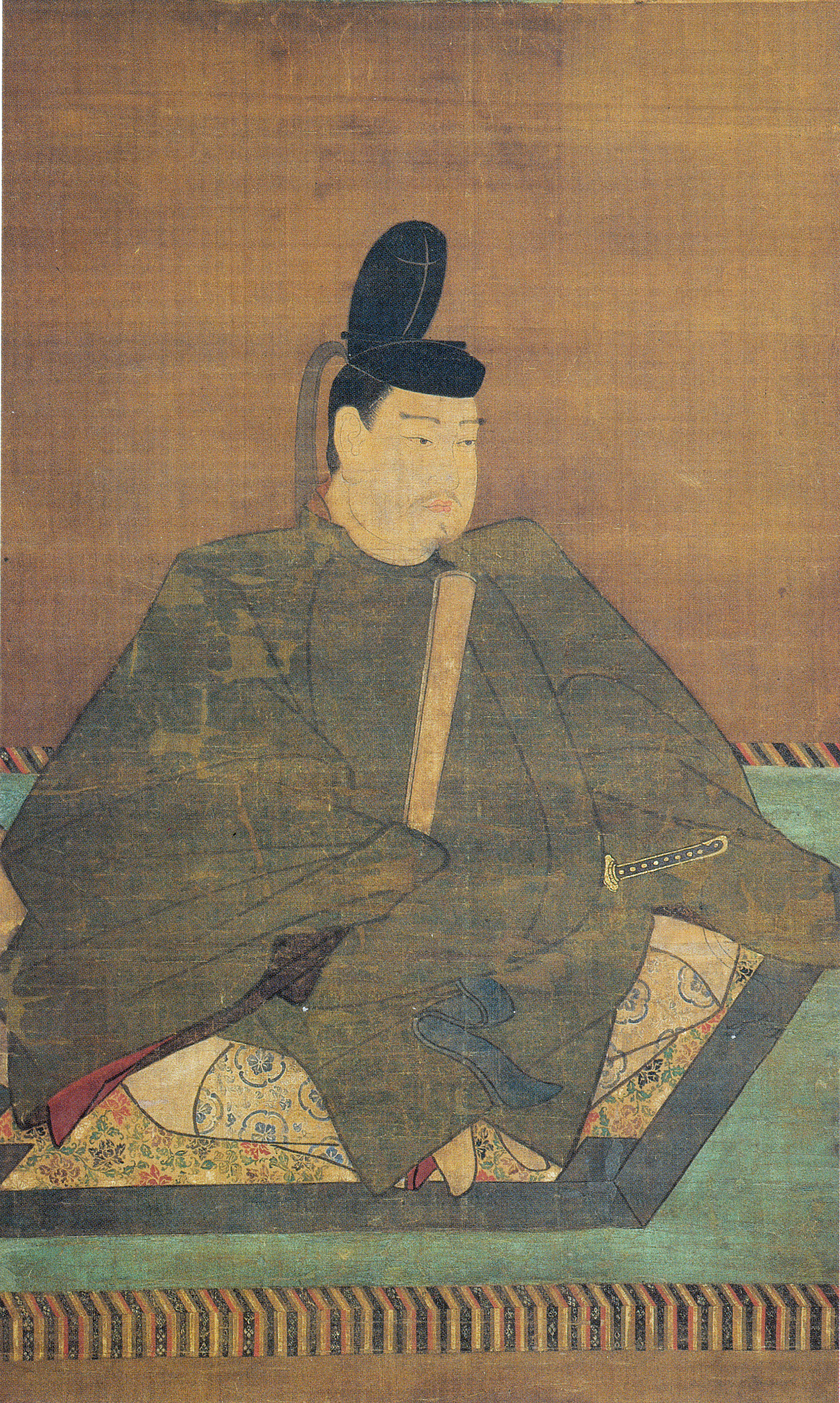
聖武天皇肖像

近江国分寺の創建期は詳らかでない。聖武天皇は天平13年（741年）に恭仁京で国分寺建立の詔を発布したのち、紫香楽宮（信楽宮/甲賀宮）と並行して総国分寺として甲賀寺（こうかでら、甲可寺）の造営を進めており、一説には天平17年（745年）の紫香楽宮廃都後にその甲賀寺が近江国分寺に転用されたと推測される。一方、近江国分寺と甲賀寺とは別々に計画されたとして、近江国分寺の建立を近江国府付近の瀬田廃寺跡に想定する説もある。
奈良時代の近江国分寺に関しては、最澄が当寺で得度したことが知られる。最澄は12歳の宝亀8年（777年）に近江国分寺において行表のもとで学び、15歳の宝亀11年（780年）に得度、延暦4年（785年）に比叡山中に入ったとされる。
『日本紀略』によれば、延暦4年（785年）に国分僧寺が火災で焼失したという。その後再建されていなかったため、弘仁11年（820年）に近江国司が願い出て、定額寺の国昌寺を国分金光明寺（国分寺）となすことが許されている（後期近江国分僧寺）。
延長5年（927年）成立の『延喜式』主税上の規定では、近江国の国分寺料として稲6万束があてられている。
天延4年（976年）には、大門が大地震で倒壊した。また寛仁元年（1017年）には、国分尼寺の火災の飛火により焼亡している（再建は不明）。
その後の変遷は不詳。『江家次第』・『顕広王記』・『源平盛衰記』に「国分寺」の記載は認められるが、これらについては地名化したものとする説がある。

## 伽藍

### 前期国分僧寺跡
延暦4年（785年）の焼失以前の近江国分寺（前期近江国分僧寺）の所在については明らかでなく、甲賀寺が転用されたとする説、瀬田廃寺跡とする説などが挙げられている。
甲賀寺の転用説では、特に『正倉院文書』天平勝宝3年（751年）の「奴婢見来帳」に「甲賀宮国分寺」と見えることが注目される。推定地である紫香楽宮跡内裏野地区（甲賀市信楽町黄瀬・牧、北緯34度55分5.82秒 東経136度4分57.84秒 / 北緯34.9182833度 東経136.0827333度）の主要伽藍は東大寺式伽藍配置になる。寺域では、紫香楽宮跡の他の関連遺跡群とは主軸の傾きが異なる（造営時期が異なる可能性がある）点や、火災痕が検出された点が指摘される。
瀬田廃寺跡（大津市野郷原・神領、北緯34度58分6.03秒 東経135度54分56.13秒 / 北緯34.9683417度 東経135.9155917度）の説では、寺跡が近江国府の西辺の真南に位置するという、国府との立地関係などが注目される。主要伽藍は四天王寺式伽藍配置で、塔礎石には火熱痕が認められている。

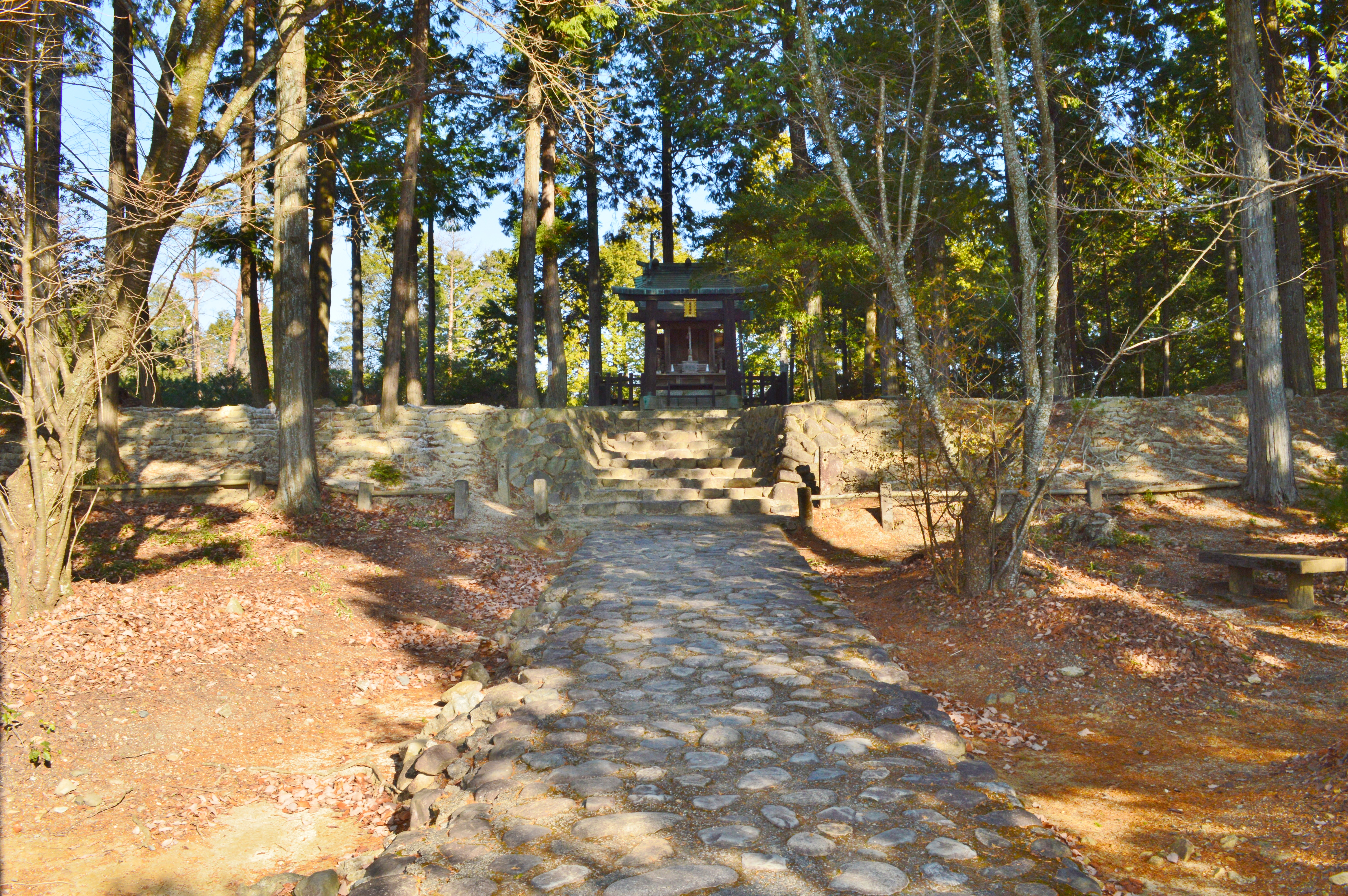
紫香楽宮跡内裏野地区（甲賀市信楽町黄瀬・牧）
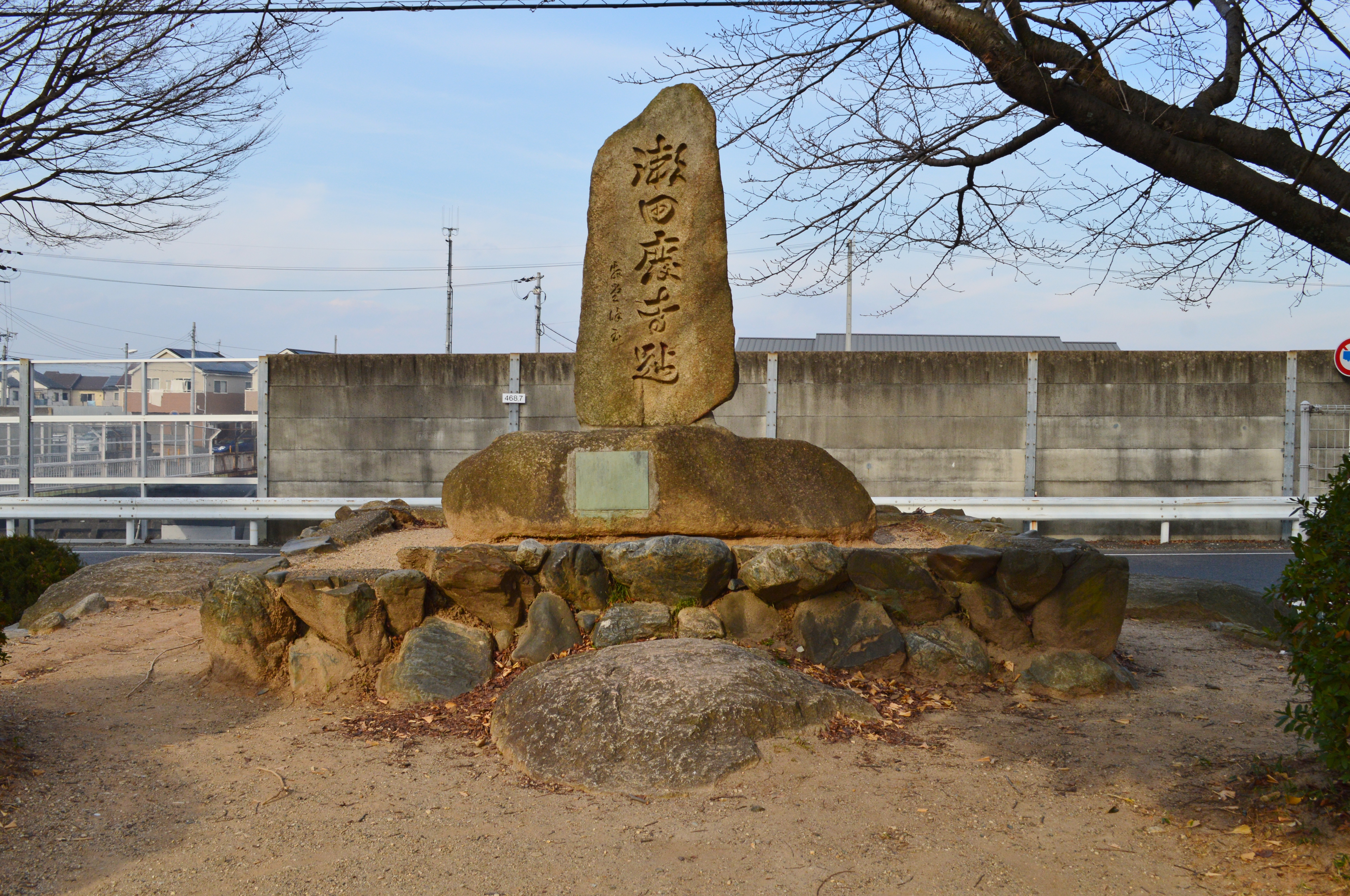
瀬田廃寺跡（大津市野郷原・神領）

### 後期国分僧寺跡

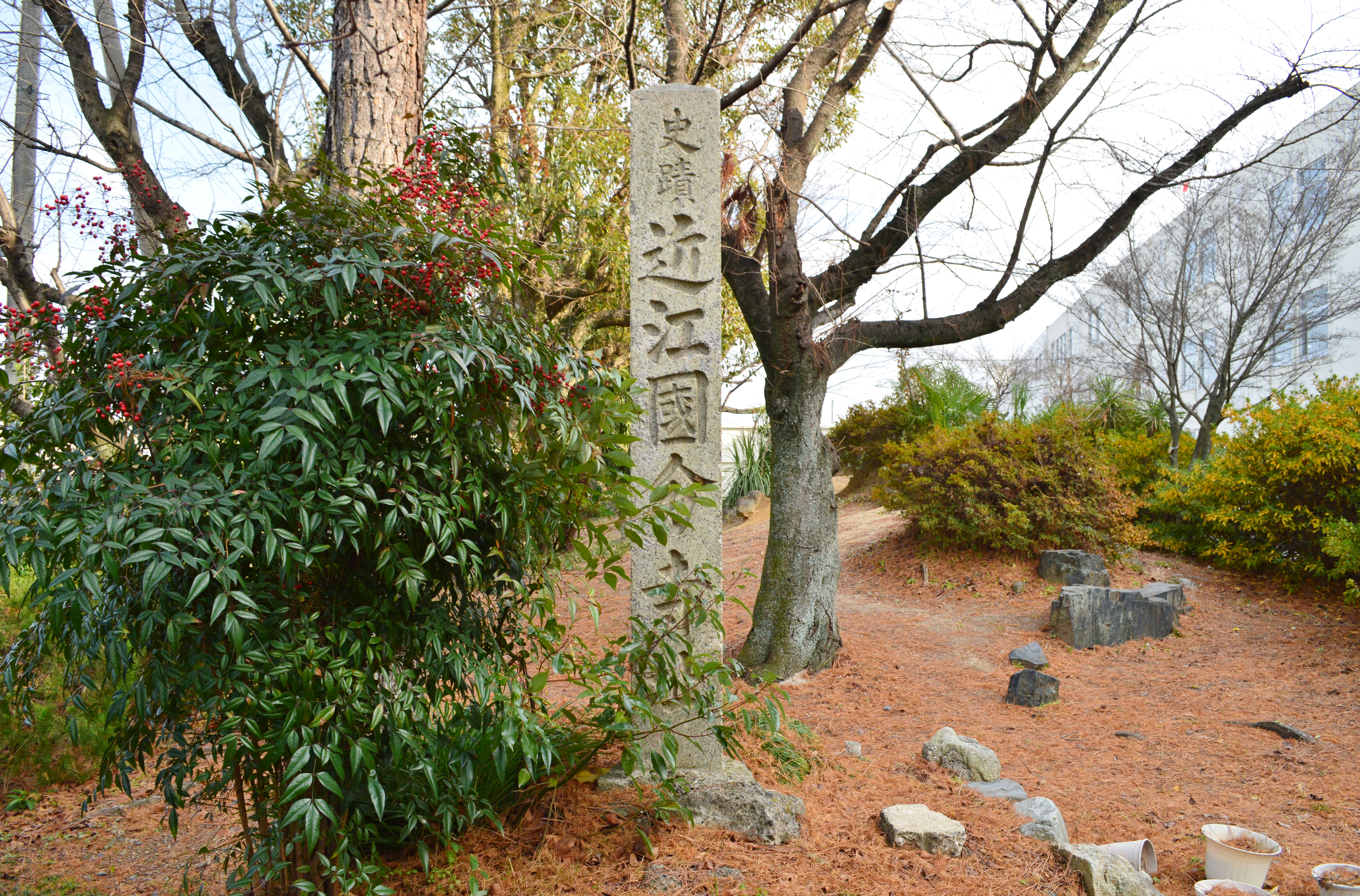
国昌寺跡推定地
（大津市光が丘町）

弘仁11年（820年）以降の近江国分寺（後期近江国分僧寺）については、国昌寺が寺格を継承したことが知られる。現在は廃寺のため所在地は明らかでないが、滋賀職業能力開発促進センター（ポリテクセンター滋賀、大津市光が丘町、北緯34度58分22.80秒 東経135度54分0.91秒 / 北緯34.9730000度 東経135.9002528度座標: 北緯34度58分22.80秒 東経135度54分0.91秒 / 北緯34.9730000度 東経135.9002528度）付近に推定される。現在は晴嵐小学校内に石碑が建てられているほか、周辺では国分寺のものという礎石が伝世される。
なお、現在では国昌寺跡推定地の北方に曹洞宗国分寺（大津市別保）があるが、これは元は近江国分寺の別所として建立された寺院という。源義仲（木曾義仲）の戦乱で焼失したのち本尊は若宮八幡神社に移されていたが、宝永3年（1706年）に膳所藩主の本多康慶が新楽寺として建立、のちに国分寺と改称している。

## 近江国分尼寺跡
尼寺跡の所在は詳らかでない。国昌寺推定地と同じ台地上の南東方では瓦出土地が知られ、一説にはこの付近が近江国分尼寺跡と推定される。